# Katsuhiko Kawamoto
Katsuhiko Kawamoto (克彦 川本, Kawamoto Katsuhiko), né le 11 février 1966 dans la préfecture d'Ehime, est un acteur japonais.

## Rôles

### Films d'animations
- Naruto Shippuden: Road to Ninja : Deidara

### Séries d’animation
- Cluster Edge : Huegel
- Golgo 13 : McLaglen (épisode 23)
- Kekkaishi : Sakon
- Michiko to Hatchin : Ben (épisode 21)
- Naruto : Ruiga
- Naruto Shippûden : Deidara
- Rock Lee : Les Péripéties d'un ninja en herbe : Deidara
- Strange Dawn : Jog
- Tank Knights Fortress : Blue Dragon

### Jeux vidéo
- Naruto SD Powerful Shippūden : Deidara
- Naruto Shippūden: Clash of Ninja Revolution 3 : Deidara
- Naruto Shippūden: Ninja Council 4 : Deidara
- Naruto Shippūden: Ninja Destiny 2 : Deidara
- Naruto Shippūden: Gekitō Ninja Taisen! EX : Deidara
- Naruto Shippūden: Gekitō Ninja Taisen! EX 2 : Deidara
- Naruto Shippūden: Gekitō Ninja Taisen! EX 3 : Deidara
- Naruto Shippūden: Gekitō Ninja Taisen! Special : Deidara
- Naruto Shippūden Legends: Akatsuki Rising : Deidara
- Naruto Shippūden: Ultimate Ninja 4 : Deidara
- Naruto Shippūden: Ultimate Ninja Heroes 3 : Deidara
- Naruto Shippūden: Ultimate Ninja Impact : Deidara
- Naruto Shippūden: Ultimate Ninja Storm 2 : Deidara
- Naruto Shippūden: Ultimate Ninja Storm 3 : Deidara
- Naruto Shippūden: Ultimate Ninja Storm Generations : Deidara